# Britta Vestergaard
Britta Uhre Vestergaard (Ringkøbing, 22 de mayo de 1975) es una deportista danesa que compitió en natación. Ganó una medalla de bronce en el Campeonato Mundial de Natación en Piscina Corta de 1995, en la prueba de 400 m estilos.

## Palmarés internacional
| Campeonato Mundial en Piscina Corta | Campeonato Mundial en Piscina Corta | Campeonato Mundial en Piscina Corta | Campeonato Mundial en Piscina Corta |
| Año                                 | Lugar                               | Medalla                             | Prueba                              |
| ----------------------------------- | ----------------------------------- | ----------------------------------- | ----------------------------------- |
| 1995                                | Río de Janeiro (Brasil)             | Medalla de bronce                   | 400 m estilos                       |